# Nunasjoki
Nunasjoki är ett vattendrag i Lappland, Finland.